# فوجیو یاماموتو
فوجیو یاماموتو (انگلیسی: Fujio Yamamoto؛ زادهٔ ۲۷ مهٔ ۱۹۶۶) بازیکن فوتبال اهل ژاپن است.
از باشگاه‌هایی که در آن بازی کرده‌است می‌توان به باشگاه فوتبال اوراوا رد دیاموندز اشاره کرد.